# حسن شامل
حسن شامل هو ممثل وممثل صوت لبناني. ابن عمته هو الفنان خضر علاء الدين ابن الفنان حسن علاء الدين المعروف بلقب شوشو

## فيلموغرافيا

### مسرحيات
- وصلت للـ99

### أدوار الدبلجة
- المختار الثقفي
- من ألف ليلة وليلة - شهريار (الصوت الثاني)

## روابط خارجية
حسن شامل على موقع IMDb

حسن شامل على موقع قاعدة بيانات الأفلام العربية